# Municipio de Nueva Paz
Municipio de Nueva Paz är en kommun i Kuba.   Den ligger i provinsen Provincia Mayabeque, i den västra delen av landet, 80 km sydost om huvudstaden Havanna. Antalet invånare är 24 277. Arean är 515 kvadratkilometer.
Terrängen i Municipio de Nueva Paz är lite kuperad.